# Guillem Ferrer i Clavé
Guillem Ferrer i Clavé (Barcelona, 15 d'octubre de 1880 – 1926) va ser un violoncel·lista, professor de música i contrabaixista català que estigué molt vinculat a l'Orfeó Català de Mèxic.

## Biografia
Guillem Anselm Manuel Ferrer i Clavé va néixer al carrer Xuclà de Barcelona, fill d'Àurea Rosa Clavé i Bosch i del seu marit, Conrad Ferrer i Fossà, i net de Josep Anselm Clavé. El seu germà Carles també es va dedicar a la música.
Guillem fou membre (1899-1902) del conjunt musical Octeto Español. L'any 1901 la formació viatjà de gira als Estats Units, primer, i a Mèxic, després. Com altres membres del conjunt (Josep Rocabruna, Rafael Torelló i Ros i el pianista Joan Roure), decidí establir-se a Mèxic. Posteriorment formà part del Quintet Jordà-Rocabruna, que integraven els músics Josep Rocabruna (violí 1r), Guillermo Gómez (violí 2n), Guillem Ferrer (violoncel), Lluís Jordà (piano) i Lluís Mas (harmònium). Amb els esmentats Rocabruna i Jordà formà part del nucli fundacional de l'Orfeó Català de Mèxic i en fou el primer director del cor. L'any 1912 renuncià a tots els càrrecs a l'entitat i tornà definitivament a Barcelona, on es dedicà a ensenyar música, a més de participar com a violoncel·lista en orquestres.
El 19 de maig de 1909 es va casar a la parròquia de Sant Josep de Mèxic amb Maria Mata i Mas, natural de Martorell. Van tenir tres fills, Conrad, Guillema i Àurea, i almenys un d'ells portar ambdós cognoms del pare i el primer de la mare: Conrad Ferrer-Clavé i Mata (1911-1980).

## Enregistraments
- Cilindres Edison: Gravació del 1913 del Quinteto Jordá-Rocabruna, Monte Cristo (ref. 1768)[9]
- Gravació del 1905 del Quinteto Jordá-Rocabruna, intrepretant El amor es la vida, de Julio Ituarte[10]